# Starship Troopers: Terran Ascendancy
Pour les articles homonymes, voir Starship Troopers.
Starship Troopers: Terran Ascendancy est un jeu de tactique en temps réel développé par Blue Tongue Entertainment et édité par MicroProse. Il est sorti en 2000 sur Windows. Le jeu s'inspire du roman de 1959 Étoiles, garde-à-vous ! de Robert A. Heinlein et sur son adaptation cinématographique, le film de 1997 Starship Troopers réalisé par Paul Verhoeven.

## Synopsis
Le jeu débute comme dans le film sur la planète hostile de Klendathu en 2268. L’humanité est alors en guerre contre la race belliqueuse des Arachnides. Le joueur dirige une escouade de soldats de l’infanterie mobile. Il participe à une offensive géante des hommes contre la planète d'origine des Arachnides. Par la suite, diverses missions sont proposées au joueur. L’une d’elles permet de jouer en compagnie du célèbre Johnny Rico, le héros du roman et du film. Le jeu se termine par la victoire totale des forces terriennes sur les Arachnides.

## Accueil
| Starship Troopers: Terran Ascendancy |      |        |
| Média                                | Pays | Notes  |
| Gen4                                 | FR   | 8/20   |
| IGN                                  | US   | 7.2/10 |
| Jeuxvideo.com                        | FR   | 13/20  |
| Joystick                             | FR   | 88 %   |
| PC Gamer US                          | US   | 60 %   |
| PC Zone                              | US   | 58 %   |

L’accueil de la presse spécialisée est positive mais sans enthousiasme. Le testeur de Jeuxvideo.com trouve que les graphismes et la bande-son sont soignés et que l’interface est « sobre mais efficace ». En revanche, il note que les « angles de vue nuisent beaucoup trop à l'ensemble de la maniabilité ». En conclusion, il trouve le jeu « décevant à de nombreux égards » mais qu'il « n'en demeure pas moins un jeu avec des côtés très plaisants ».